# 1126
1126 (MCXXVI) a fost un an obișnuit al calendarului iulian.

## Evenimente
- 25 ianuarie: Bătălia de la Tell al-Shaqhab: victorios, regele Balduin al II-lea al Ierusalimului ajunge la porțile Damascului.
- 31 ianuarie-5 martie: Primul asediu al jurchenilor din dinastia Jin asupra orașului Kaifeng, capitala dinastiei Song.
- 9 martie: Almoravizii din Spania sunt atacați și înfrânți la Arnisol, în apropiere de orașul Lucena; considerați răspunzători de eșec, creștinii din regiune sunt deportați în Maroc, în orașele Sale și Meknes.
- 26 noiembrie: Emirul al-Borsoki, atabeg de Mosul și Alep, este ucis în marea moschee din Mosul de către un membru al sectei asasinilor.
- 15 decembrie: Începe cel de al doilea asediu al Kaifengului de către dinastia Jin.

### Nedatate
- ianuarie: Stabilită în nordul Chinei, dinastia jurchenilor Jin înfrânge pe valea râului Huanghe armata dinastiei Song, care se retrage către sud; jurchenii încep asediul asupra Taiyuan, care capitulează.
- august: După ce flota dogelui Domenico Michiel ocupă de la bizantini Cefalonia, în fața superiorității flotei venețiene, împăratul Ioan al II-lea al Bizanțului este nevoit să reînnoiască privilegiile acordate negustorilor venețieni din Imperiu de către tatăl său, Alexios I Comnen; în plus, deschide negustorilor venețieni Creta și Cipru și îi scutește de taxa "kommerkion" pe toți negustorii greci care vând produse venețienilor.
- octombrie: Orașele maritime Pisa și Amalfi încheie un acord comercial.
- Florentinii ocupă orașul Fiesole.
- Înființarea unei leprozerii la Dinant (astăzi, în Belgia).
- Nouă expediție a regelui Ludovic al VI-lea "cel Gras" al Franței împotriva contelui de Auvergne.
- Provincia Maine este definitiv unită cu comitatul de Anjou.
- Regele Alfonso I al Aragonului și Navarrei lansează un raid împotriva Granadei.
- Regele suedez din Svealand, Ragnvald Knaphovde este asasinat în urma unei mișcări populare.
- Se proclamă comuna în orașul francez Soissons.

## Arte, științe, literatură și filozofie
- Adelard din Bath traduce în limba latină tabelele astronomice și aritmetice ale savantului arab al-Kwarizmi.
- Bernard de Clairvaux scrie "De Diligendo Deo".
- Este realizată o compilație de scrieri farmaceutice în China, pe baza lucrărilor lui Shen Kuo și Su Shi.

## Înscăunări
- 10 februarie: Guillaume al X-lea, duce de Aquitania (1126-1137).
- 8 martie: Alfonso al VII-lea, rege al Castiliei și Leonului (1126-1157).
- 13 decembrie: Henric al X-lea "cel Superb", duce de Bavaria (1126-1139).
- Dermot Mac Murrought, rege irlandez în Leinster (1126-1171).
- Mas'ud ibn-Borsoki, atabeg de Mosul și Alep (1126-1127).

## Nașteri
- Averroes, jurist și medic arab din Andalusia (d. 1198).
- Fan Chengda, poet, călător, scriitor și geograf chinez (d. 1193).

## Decese
- 10 februarie: Guillaume al IX-lea de Poitiers, duce de Aquitania și poet (n. 1071).
- 8 martie: Urraca, regină a Castiliei (n. 1082).
- 26 noiembrie: Aq Sunqur Al-Borsoki, atabeg de Mosul și de Alep (n. ?)
- 13 decembrie: Henric al IX-lea, duce de Bavaria (n. 1075).
- Ahmad Ghazali, teolog persan (n. ?)
- Edgar Aetheling, ultimul reprezentant al dinastiei anglo-saxone din Anglia (n. 1052).
- Ekkehard de Aura, abate și cronicar german (n. 1080)
- Omar Khayyam, poet și matematician din Persia (n. 1048)
- Ragnvald Knaphövde, rege al Suediei în Svealand (n. ?)